# Ray Keldie
Ray Keldie (* 17. Januar 1946 in Sydney) ist ein ehemaliger australischer Tennisspieler.

## Karriere
Ray Keldie trat ab 1961 bei hochklassigen Tennisturnieren an. Bis zum Beginn der Open Era 1968 kam er bei vereinzelten Einzelkonkurrenzen in Viertelfinalrunden. Ab 1965 spielte er bei den Australian Championships, die später als Australian Open ausgetragen wurden, und trat er bei Turnieren in Übersee an.
Sein größter Erfolg im Einzel waren zwei Halbfinalteilnahmen; 1971 verlor er das Halbfinale von Manchester gegen Bob Hewitt, 1974 in Haverford gegen John Lloyd. Im Doppel erreichte er bei den Australian Championships 1968 mit Terry Addison das Finale, in welchem sie ihren Landleuten Dick Crealy und Allan Stone unterlagen. Dies war sein größter Erfolg bei einem Grand-Slam-Turnier. Des Weiteren stand er später in zwei weiteren Doppelfinalrunden, 1969 in Barcelona erneut mit Terry Addison und 1973 im Londoner Queen’s Club an der Seite von Raymond Moore.
Nach 1975 trat er nicht mehr bei World-Tour-Turnieren an. Ray Keldie arbeitet nach seiner Karriere in den Vereinigten Staaten als Tennistrainer.

## Erfolge

### Doppel

#### Finalteilnahmen
| Nr. | Datum           | Turnier         | Belag | Partner       | Finalgegner                       | Ergebnis                 |
| --- | --------------- | --------------- | ----- | ------------- | --------------------------------- | ------------------------ |
| 1.  | 29. Januar 1968 | Australian Open | Rasen | Terry Addison | Dick Crealy Allan Stone           | 8:10, 4:6, 3:6           |
| 2.  | 18. Mai 1969    | Barcelona       | Sand  | Terry Addison | Manuel Orantes Patricio Rodríguez | 10:8, 3:6, 1:6, 7:5, 2:6 |
| 3.  | 23. Juni 1973   | Queen’s Club    | Rasen | Raymond Moore | Tom Okker Marty Riessen           | 4:6, 5:7                 |